# 高柳弘樹
高柳 弘樹（たかやなぎ ひろき、1969年2月7日 - ）は日本のオートバイロードレースレーサー、カーレーサー、レーシングメカニック、チューナー。大分県出身、血液型はAB型。

## 来歴

### ポケバイ・ミニバイクレース時代
9歳の時に父親からポケットバイクをプレゼントされたことをきっかけにポケバイでレースに初出場。熊本県阿蘇市のサーキット場に通うことになる。
レース自体は10歳が初レース。そこで初レース初優勝を飾る。
11歳のときにミニバイクレースにステップアップ、ミニバイクレースが盛んな県外に遠征、連戦連勝を誇った。ただ、剣道も父親の影響でやっていたらしいが、そちらは連戦連敗だったようである。

### モトクロス時代
中学入学とともににモトクロスレースにデビューする。
80㏄クラスでは体の小ささ、軽さなど活かして全日本MX選手権にスポット参戦したすべてのレースで3位を飾るという結果を出した。
足を接地せずにリーンさせて鋭角に曲がる走法は当時ではあり得ない走法であった。

### ロードレース時代
1984年にロードレースにデビューする。16歳になりバイクの免許（原付だったらしい）とロードレースライセンスを取得。九州・熊本のホンダ系名門チーム「テクニカルスポーツ九州」に加入。九州選手権のGP125で出場した全てのレースで優勝かリタイヤかの観客を沸かせるレースを展開した。
関東選手権、鈴鹿選手権でも勝利を経験。のちにTeam高武にチームが変わり柳川明、宇川徹、玉田誠、中冨伸一、清成龍一がいたチームに在籍した。
当時高校生だった高柳弘樹は、レースと学校生活、部活動（剣道）との両立に苦しみながらもさらにアルバイトなどでレース資金、さらにメカニックとしての勉強も怠らなかったらしい。またキツイといって高校を休むことは無かったという。

### 全日本選手権時代
1985年、2階級の特別昇格により国際A級ライセンスを取得する。
Team高武から全日本ロードレース選手権GP125クラスにはスポット参戦。マシンはホンダRS125。転倒やマシントラブルの相次ぐシーズンだったが、西日本サーキットで初優勝をとげる。しかし奇抜なレースウエア、ヘルメットのせいかファンは玄人以外にはいなかった。ただ当時の雑誌の記事で「1周を走るのにこんなに美しく見えるライダーは他には存在しない」ともある。
鈴鹿8耐にもオファーがあったが156cmという低身長のため、パートナー不在で断念。
TT-F1にスポット参戦したが、立ちごけリタイヤという前代未聞の珍事もある。
1987年、何故か、無限レーシングから順ワークスマシン・ホンダRS125Mを貸与される。（後々に開発できるライダーだったという理由が判明。）ただマシントラブル多発で入賞には至らなかった。
その時代のセッティング能力、開発能力は次年度の他のワークスマシンに十分にフィードバックされたらしい（ホンダ全盛時代）。
この年には、独特の深いリーンアングルのライディングスタイルは当時は異色すぎて「バンクセンサーが太ももと肘にも着いている可笑しなライダー」と酷評されていた。
1991年、サラリーマンとして会社勤務もしていたため、現役引退。